# Stanisław Kostka Potocki

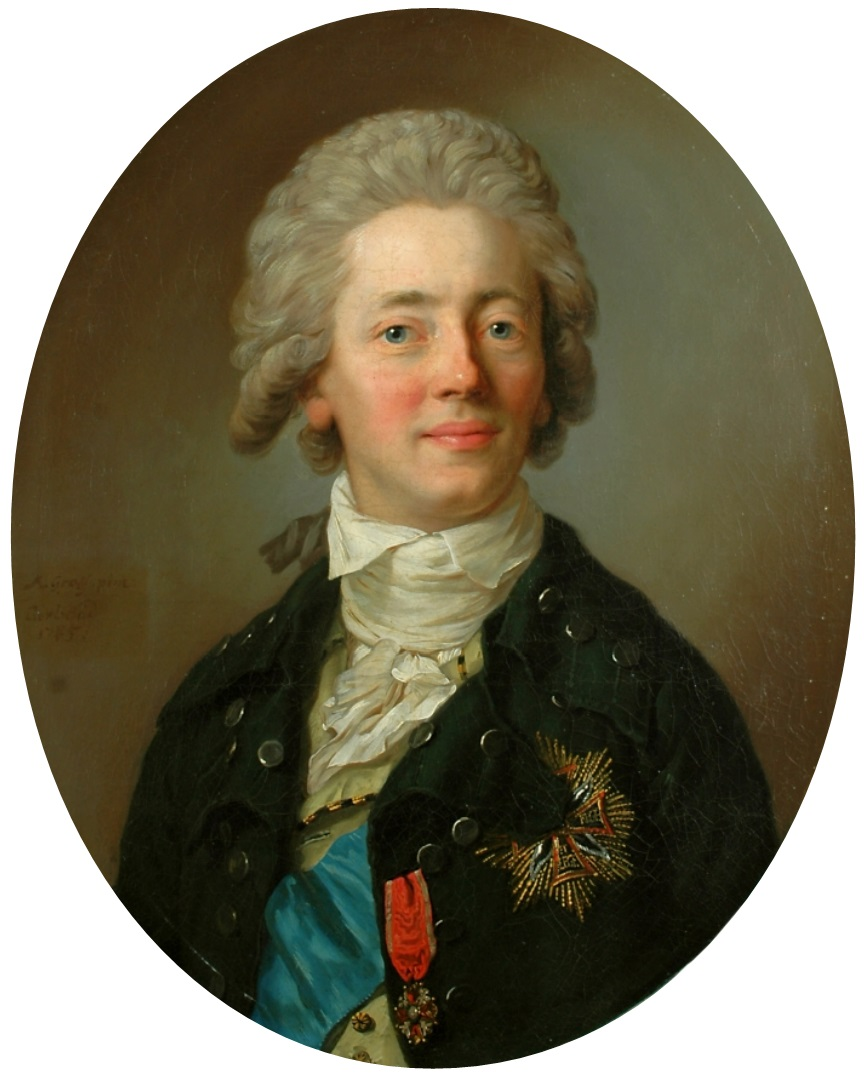
Stanisław Kostka Potocki

 Stanisław Kostka Potocki (n. noiembrie 1755, Lublin, Polonia-Lituania – d. 14 septembrie 1821, Wilanów⁠(d), Warsaw Voivodeship⁠(d), Polonia) a fost un nobil polonez, politician, scriitor, publicist și colecționar de artă. A fost fiul starostelui și generalului Eustachy Potocki și al Annei Kątska.; A fost fratele lui Ignacy Potocki.